# Папагос, Александрос
Алекса́ндрос Леониду Папа́гос (др.-греч. Αλέξανδρος Παπάγος; 9 декабря 1883, Афины, Греция — 4 октября 1955, Афины) — греческий военный и политический деятель. Премьер-министр Греции в 1952—1955 годах.

## Биография
Учился в Военной академии в Брюсселе, кавалерийской школе в Ипре, в армии с 1906 года. В первую Балканскую войну — офицер Генштаба, воевал в Македонии. Как роялист, уволен в 1917 году, по восстановлении монархии возвращён в ряды вооруженных сил, воевал в Малой Азии против турок (в кавалерии), снова уволен в 1922 года, восстановлен в 1927 году.
В 1934 году — командующий корпусом, в 1935—1936 годах — министр обороны, на каковом посту оказал содействие реставрации монархии, в 1936—1940 годы — начальник генштаба, в 1940—1941 годы — Главнокомандующий во время Итало-греческой войны 1940—1941 годов.
Был узником Дахау.
В 1949—1951 годы вновь Главнокомандующий (в гражданской войне с коммунистическим движением), второй после короля Константина в XX веке греческий полководец, получивший высшее воинское звание в ВС Греции — стратарх (28 октября 1949 года), что соответствовало званию фельдмаршала.
Занимал пост премьер-министра до своей смерти в 1955 году.
Автор книги «Битва за Грецию» (Ο πόλεμος τής Ελλάδος 1940-1941). В его честь назван афинский пригород Папагос, где находится министерство обороны.